# Chi Giảo cổ lam
Chi Giảo cổ lam (danh pháp khoa học: Gynostemma) là một chi thực vật thân thảo sống lâu năm trong họ Bầu bí (Cucurbitaceae). Các loài trong chi này sinh sống trong khu vực nhiệt đới châu Á cho tới Đông Á, từ dãy núi Himalaya tới Nhật Bản, Malaysia và New Guinea.

## Lịch sử phân loại
Năm 1825 Carl Ludwig Blume thiết lập chi Gynostemma với 2 loài được ông mô tả là G. pedata và G. simplicifolia (Blume coi Gynostemma là danh từ giống cái, nhưng thực tế nó là danh từ giống trung). Tuy nhiên, từ năm 1784 thì Carl Peter Thunberg đã mô tả loài Vitis pentaphylla. Năm 1902 Tomitarô Makino nhận thấy  Vitis pentaphylla của Thunberg cũng chính là Gynostemma pedatum của Blume, vì thế loài điển hình của chi này Gynostemma pedatum = Gynostemma pentaphyllum.

## Các loài
HIện tại người ta công nhận 16 loài trong chi này.
- Gynostemma aggregatum C.Y.Wu & S.K.Chen, 1983 - giảo cổ lam quả tụ
- Gynostemma cardiospermum Cogn. ex Oliv., 1892 - giảo cổ lam hạt hình tim
- Gynostemma caulopterum S.Z.He, 1996
- Gynostemma compressum X.X.Chen & D.R.Liang, 1991 - giảo cổ lam quả dẹt
- Gynostemma guangxiense X.X.Chen & D.H.Qin, 1988 - giảo cổ lam Quảng Tây
- Gynostemma intermedium W.J.de Wilde & Duyfjes, 2007
- Gynostemma laxiflorum C.Y.Wu & S.K.Chen, 1983 - giảo cổ lam hoa thưa
- Gynostemma longipes C.Y.Wu, 1983 - giảo cổ lam cành dài
- Gynostemma microspermum C.Y.Wu & S.K.Chen, 1983 - giảo cổ lam hạt nhỏ
- Gynostemma pallidinerve Z.Zhang, 1991 - giảo cổ lam gân lá trắng
- Gynostemma papuanum W.J.de Wilde & Duyfjes, 2007
- Gynostemma pentagynum Z.P.Wang, 1989 - giảo cổ lam ngũ quế
- Gynostemma pentaphyllum  (Thunb.) Makino, 1902 (đồng nghĩa: Gynostemma burmanicum, Gynostemma laxum, Gynostemma simplicifolium) - giảo cổ lam, thư tràng năm lá, cổ yếm, dần toòng, nhân sâm phương nam, giảo cổ lam lá bóng, thư tràng thưa, cổ yếm lá bóng.
- Gynostemma pubescens  (Gagnep.) C.Y.Wu, 1983 - giảo cổ lam lông
- Gynostemma yixingense  (Z.P.Wang & Q.Z.Xie) C.Y.Wu & S.K.Chen, 1983
- Gynostemma zhejiangense X.J.Xue, 1995 - giảo cổ lam Chiết Giang.

## Hình ảnh

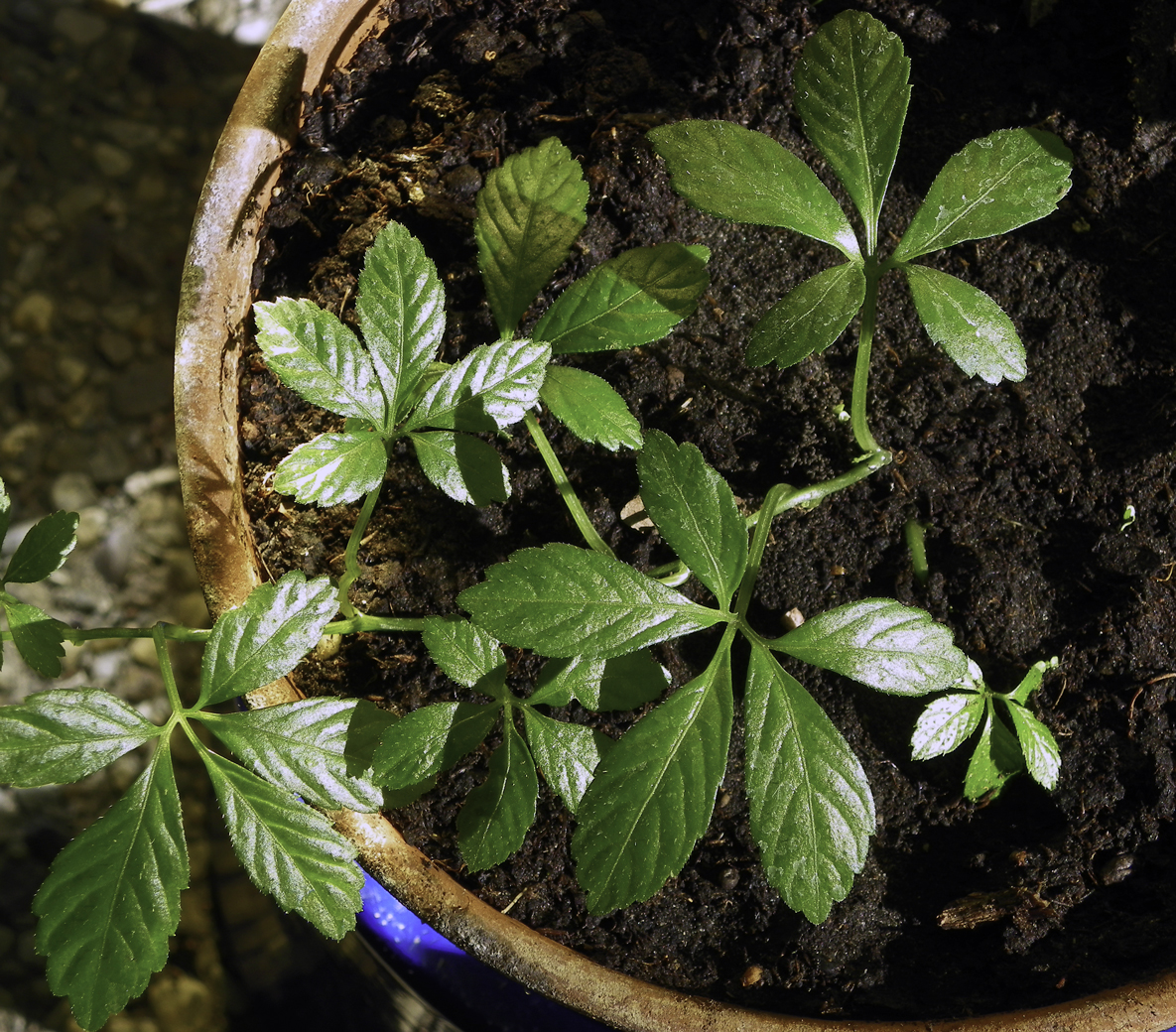
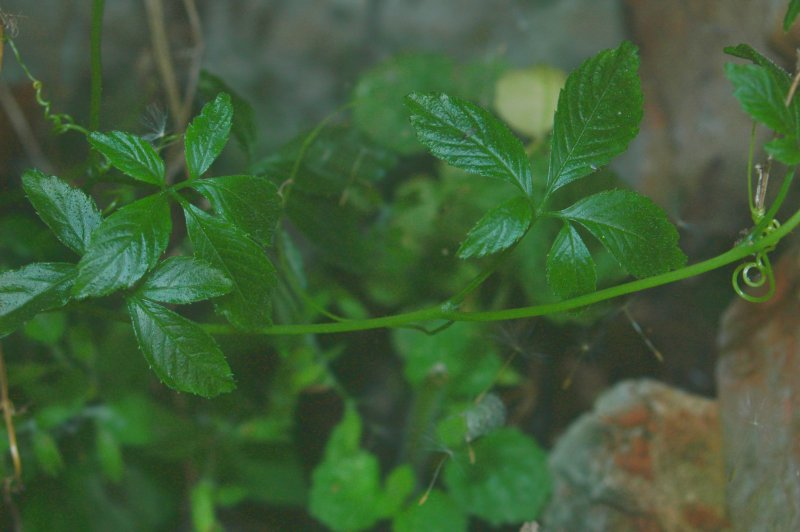
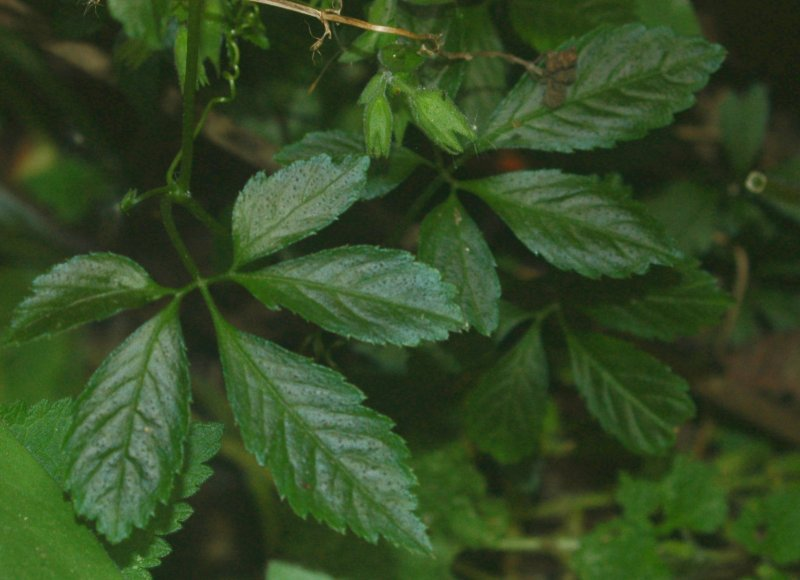